# 遊子水荷浦の段畑
遊子水荷浦の段畑（ゆすみずがうらのだんばた）は、愛媛県宇和島市遊子に位置する、急斜面に石垣を積み上げ作られた階段状の畑地である。
2004年（平成16年）の文化財保護法改正により創設された重要文化的景観選定制度により、四国地方で初めて2007年（平成19年）7月26日に重要文化的景観選定基準の「水田・畑地などの農耕に関する景観地」として、遊子水荷浦の段畑の名称で選定を受けた。かつて合計30ヘクタール程度あった段畑は高度経済成長期以降の耕作放棄により約2ヘクタールへ激減していたが、選定を機に「段畑を守ろう会」が結成されるなど保存運動が興り、6ヘクタールに増えた。
古代遺跡のような景観から「宇和海のピラミッド」とも言われ、四国八十八景に45番で入っている。

## 概要
遊子の水荷浦は南予地方にあり、三浦半島の北岸から、宇和海及び宇和島湾に向かって分岐する岬の小さい集落である。岬の急傾斜面には、小さな石を積み上げて形成された雛段状の畑地が形成されている。この畑地を水荷浦では「段畑（だんばた）」と呼んでいる。この段畑を含む風景は、宇和海沿岸のリアス式海岸で営まれてきた半農半漁のくらしを示す独自の景観を形成している。
平均40度の傾斜つけて築かれた高さ1メートル以上の石段の間に幅幅1～2メートル程度の畑を造っている。石段は60段以上あり、最も高い箇所では海抜90メートルの山上まで連なっている。約3.4ヘクタールに1000近い段畑がある。
宇和島地方は山が海に迫る地域が多く、耕地が元々少ない。江戸時代に当地を治めた宇和島藩（伊達氏）の3代目藩主が、領民にイワシ漁を強制する代わりに、山の開墾は勝手次第としたことが始まりと伝わる。幕末に豊漁が続いて人口が増え、明治にかけて斜面のほとんどを開墾し、養蚕が盛んになるとカイコの餌となる桑畑も必要となって大正時代にかけて石垣を築いた。
かつては他の浦にも段畑が広がり、サツマイモや麦も作られ、サツマイモは焼酎の原料として豊後水道対岸の九州にも出荷された。農業には元来厳しい地形であることから、昭和30年代以降に相次ぎ耕作放棄地となって森に戻った。
水荷浦のみで約20戸の農家がジャガイモを育てつつ保全している。水荷浦の地名も、生活に必要な水を荷として担ぎ上げる苦労があったことが由来とされる。

## 現状
重要文化的景観を守るため、NPO法人「段畑を守ろう会」を中心として多様な活動が行われている。
ふる里だんだんまつり
4月から5月のうち1日間だけ開催される、初掘りジャガイモの即売会をメインにする収穫祭。
段畑ライトアップ
8月から9月のうち1日間だけ開催される、竹とロウソクによる行灯で段畑を照らす夕涼みの会。
だんだん茶屋・だんだん屋
NPO法人「段畑を守ろう会」が運営する地産地消のレストランと直売所、直売所では段畑で収穫されたジャガイモを原料にしたオリジナル焼酎「段酎」が販売されている。営業時間は9時から16時、定休日は月・木曜日。

## 交通アクセス
- 自動車：愛媛県道346号蔣淵下波線
- 路線バス：JR宇和島駅より60分、宇和島自動車蒋渕（こもぶち）線「水ケ浦」下車[1]。
- 高速船：新内港より16分、盛運汽船「水ヶ浦」下船[3]。

## 耕作物
近世・近代はサツマイモの栽培が行われ、現在は早掘りジャガイモ栽培が行われている。

## 風景

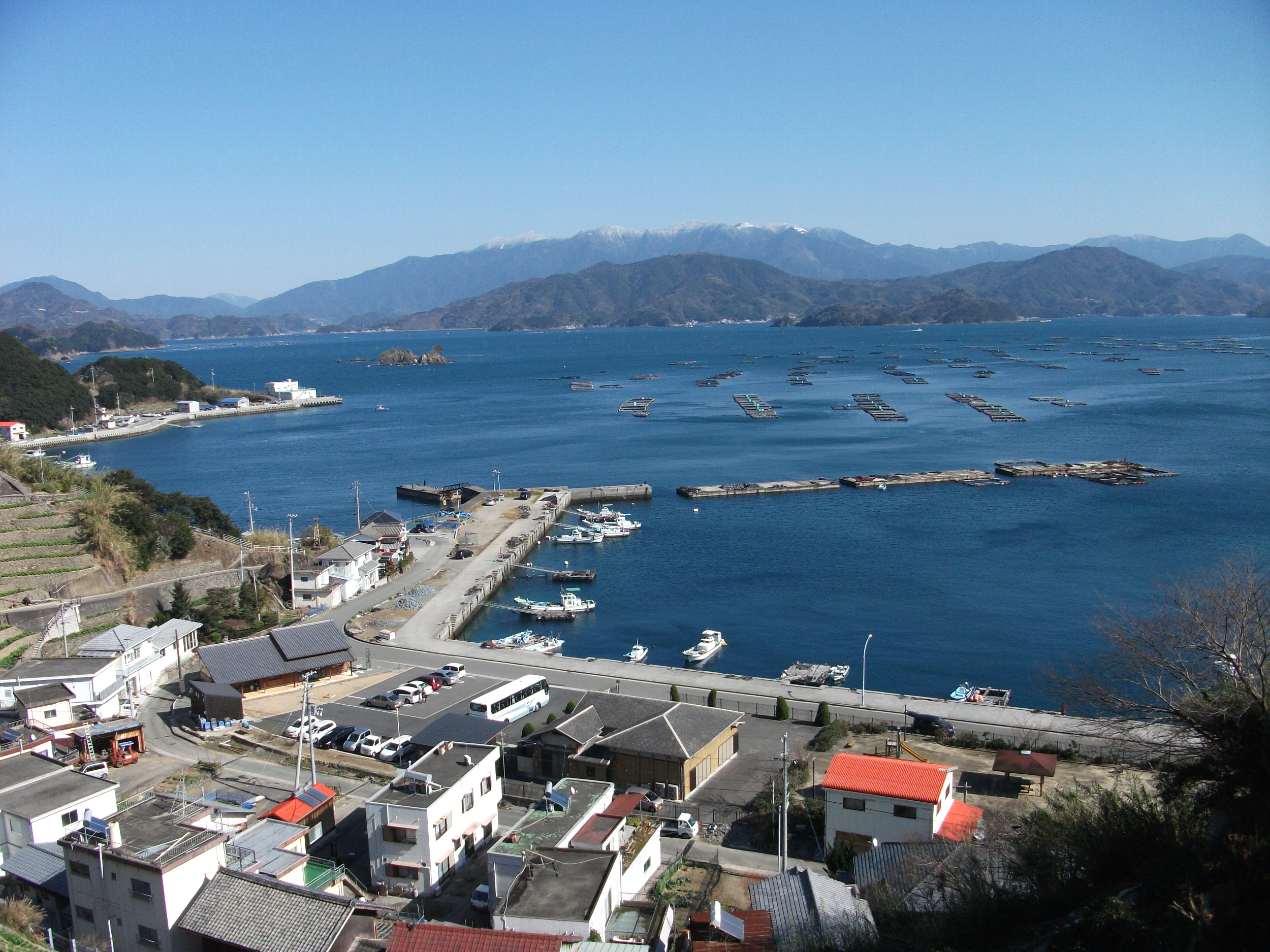
段畑からみる鬼ヶ城山 (愛媛県)
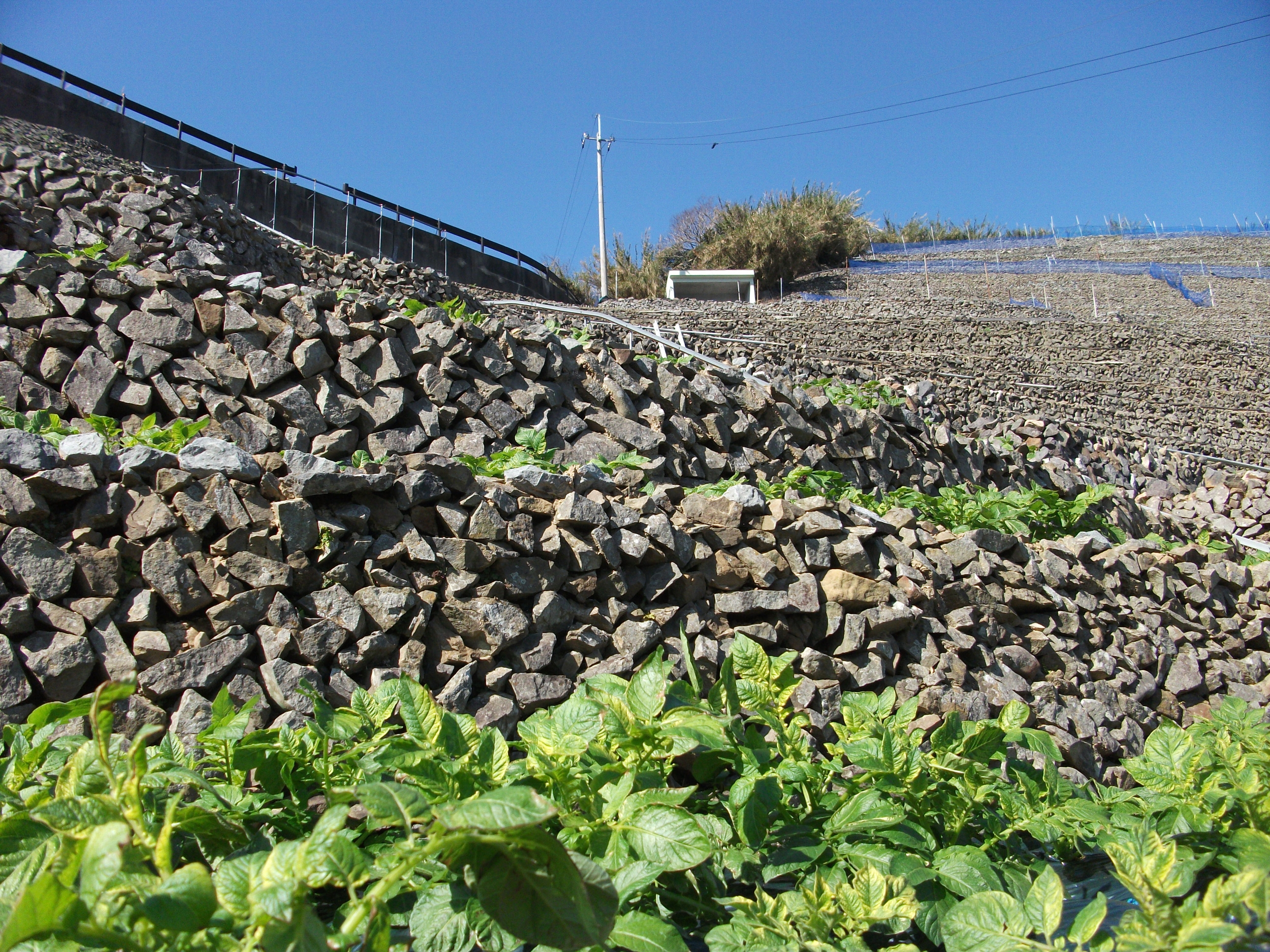
石垣の状況
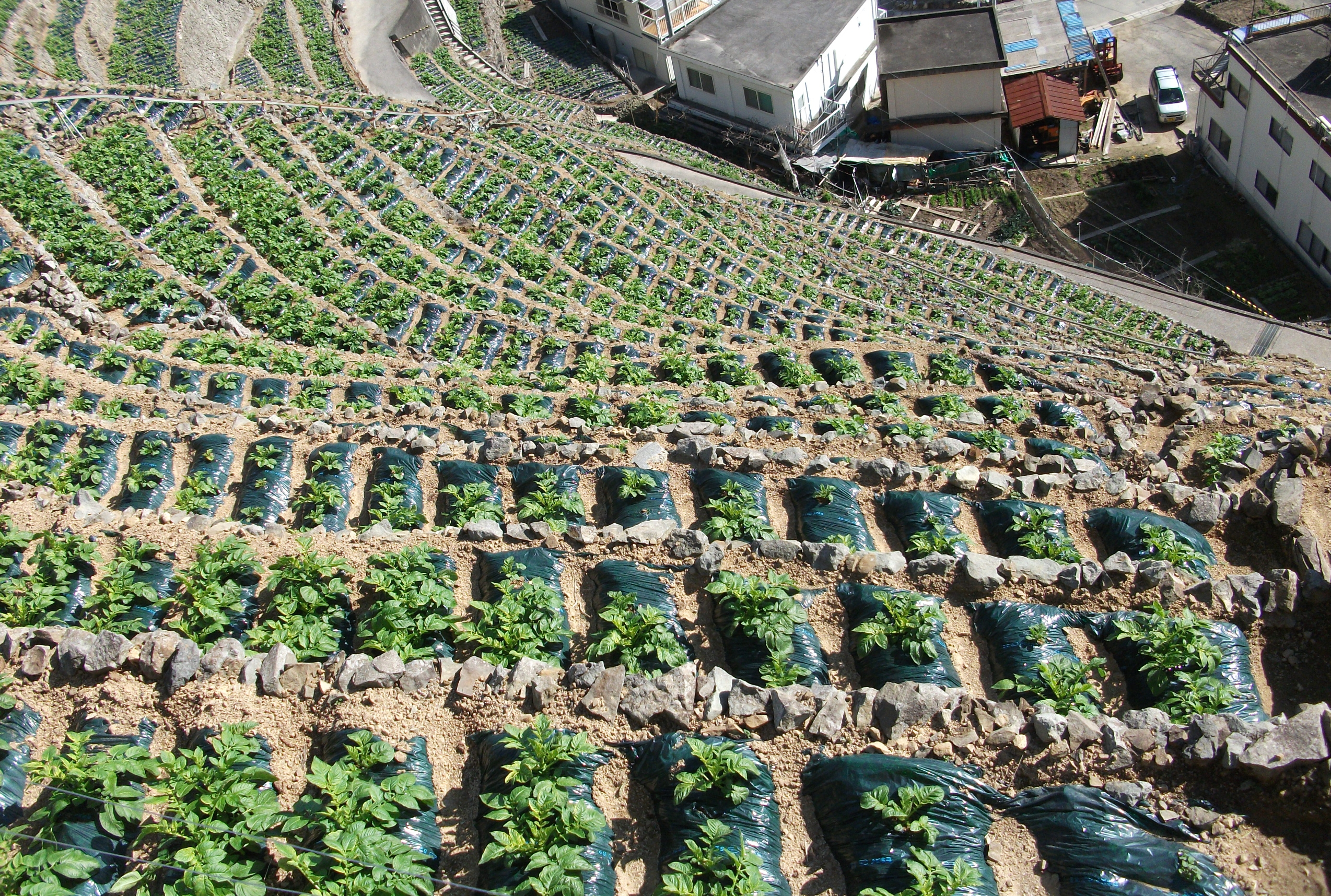
ジャガイモの状況
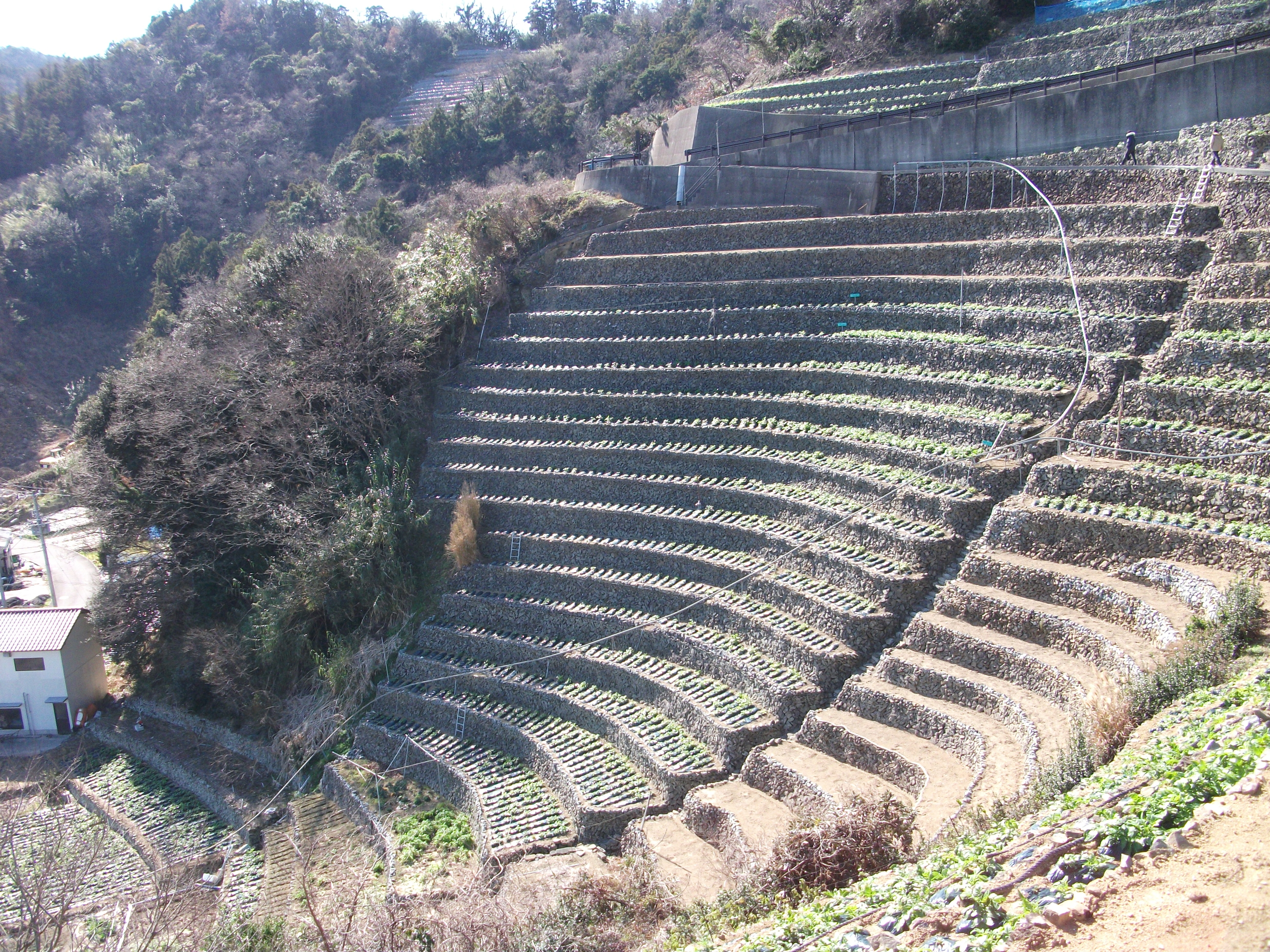
上から見た段畑
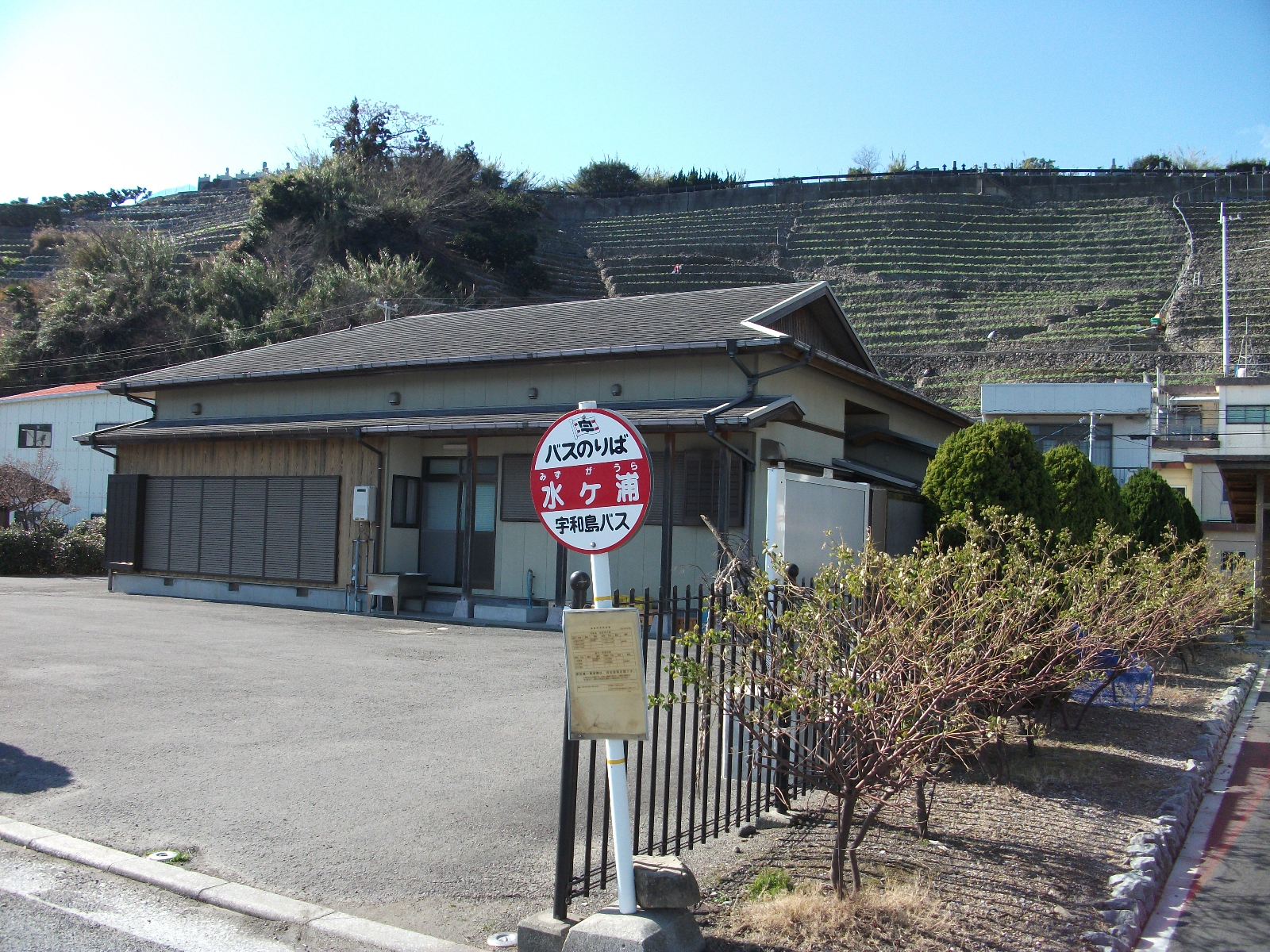
宇和島バス水ケ浦バス停
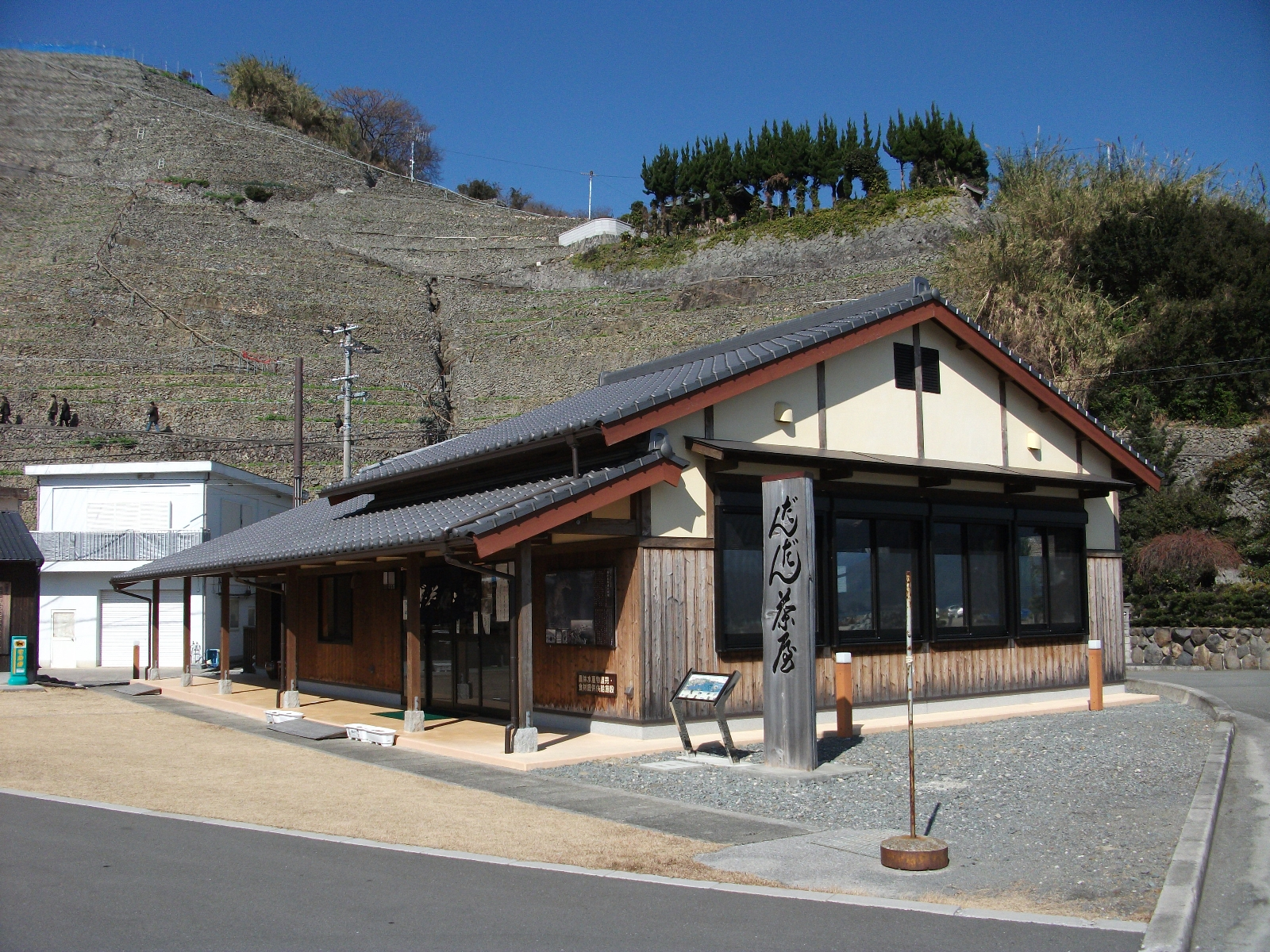
だんだん茶屋